# Olympische Jugend-Winterspiele 2020/Teilnehmer (Trinidad und Tobago)
| Gelbes Symbol für Goldmedaillen mit stilisierten Olympischen Ringen | Graues Symbol für Silbermedaillen mit stilisierten Olympischen Ringen | Braundes Symbol für Bronzemedaillen mit stilisierten Olympischen Ringen |
| ------------------------------------------------------------------- | --------------------------------------------------------------------- | ----------------------------------------------------------------------- |
| —                                                                   | —                                                                     | —                                                                       |

Trinidad und Tobago nahm an den Olympischen Jugend-Winterspielen 2020 in Lausanne mit einer Athletin im Ski Alpin teil. Es war die erste Teilnahme des Landes an Olympischen Jugend-Winterspielen.

## Teilnehmer nach Sportarten

### Ski Alpin
| Athleten       | Wettbewerbe  | 1. Lauf     | 1. Lauf | 2. Lauf | 2. Lauf | Gesamt      | Gesamt |
| Athleten       | Wettbewerbe  | Zeit        | Rang    | Zeit    | Rang    | Zeit        | Rang   |
| -------------- | ------------ | ----------- | ------- | ------- | ------- | ----------- | ------ |
| Mädchen        |              |             |         |         |         |             |        |
| Abigail Vieira | Riesenslalom | 1:15,03 min | 45      | DNF     | DNF     | DNF         | DNF    |
| Abigail Vieira | Slalom       | 53,73 s     | 36      | 51,88 s | 29      | 1:45,61 min | 29     |
| Abigail Vieira | Super-G      | –           | –       | –       | –       | 1:02,58 min | 42     |
| Abigail Vieira | Kombination  | 1:02,58 min | 42      | 44,97 s | 32      | 1:47,55 min | 33     |